# Klytia (Geliebte des Amyntor)
Klytia (altgriechisch Κλυτία Klytía) ist in der griechischen Mythologie eine Nebenfrau oder Konkubine des Amyntor, des Vaters von Phoinix.
Die Mutter des Phoinix überredete ihren Sohn, Klytia zu verführen, um auf diese Weise seinen Vater von Klytia abzubringen. Amyntor entdeckte das Verhältnis und verfluchte seinen Sohn, auf dass er ewig kinderlos bliebe. Phoinix floh daraufhin zu Peleus nach Phthia und wurde zum Erzieher des Achilleus.